# Баш-Шабалыт
Баш-Шабалыт (азерб. Baş Şabalıd) — село в Шекинском районе Азербайджана.

## География
Баш-Шабалыт расположено к северо-западу от районного центра Шеки. Близлежащее село Ашагы-Шабалыт.

## Этимология
Название села переводится с азербайджанского как баш — «верхний, главный» и шабалыт — «каштан», то есть — «Верхне-Каштанное».

## История
В «Описание Шекинской провинции, составленное в 1819 году», упоминается управляемая сельским узбашем «татарская» (азербайджанская) деревня Башъ-Шабулатъ Шекинского магала.
По «Кавказскому календарю» 1856 года село Юхари-Шабалутъ Гюйнюкскаго магала Нухинского уезда Шемахинской губернии населяли азербайджанцы, указанные «татарами». Религиозная принадлежность — мусульмане-сунниты.
Согласно результатам Азербайджанской сельскохозяйственной переписи 1921 года в селе Баш-Шабалут Нухинского уезда Азербайджанской ССР имелось 58 хозяйств, Преобладающая национальность численностью 239 человек — тюрки-азербайджанцы.
Махалля (кварталы) села Баш-Шабалыт: Мурадушагы, Микаил ушагы, Чебихлер, Ажах ушагы.

## Известные уроженцы
Молла Мустафа Шейхзаде (азерб. Molla Mustafa Şeyxzadə) — религиозный деятель и поэт. Один из руководителей Нухинского восстания 1930 года против советской власти.